# Drymodinae
A Drymodinae a madarak osztályának verébalakúak (Passeriformes) rendjébe és a cinegelégykapó-félék (Petroicidae) családjába tartozó alcsalád.
Egyes rendszerezések nem használják az alcsaládokat.

## Rendszerezés
Az alcsaládba 2 nem és 4 faj tartozik:
- Amalocichla (De Vis, 1892) – 2 faj
  - Amalocichla sclateriana
  - Amalocichla incerta

- Drymodes (Gould, 1841) – 2 faj
  - Drymodes superciliaris
  - Drymodes brunneopygia